# Thyrididae
Thyrididae, porodica leptira iz tropskih i suptropskih krajeva.
- subfamilia Charideinae
  - Amalthocera Boisduval, 1836
  - Arichalca
  - Arniocera Hopffer, 1857
  - Byblisia Walker, 1865
  - Cicinnocnemis Holland, 1894
  - Cnemolopha
  - Dilophura Hampson, 1918
  - Lamprochrysa Hampson, 1918
  - Marmax Rafinesque, 1815
  - Netrocera Felder, 1874
  - Pompostola
  - Toosa Walker, 1856
  - Trichobaptes Holland, 1894
- subfamilia Siculodinae
  - tribus Rhodoneurini
    - genus Addaea Walker, 1866
    - genus Kanshizeia Strand, 1920
    - genus Mellea Gaede, 1922
    - genus Oxycophina Warren, 1896
    - genus Rhodoneura Guenée, 1858

  - tribus Siculodini
    - genus Abrotesia Turner, 1915
    - genus Calindoea Walker, 1863
    - genus Collinsa Whalley, 1964
    - genus Hypolamprus Hampson, 1893
    - genus Microbelia Warren, 1906
    - genus Novobelura Shaffer & Nielsen, 1996
    - genus Pharambara Walker, 1866
    - genus Picrostomastis Meyrick, 1933
- subfamilia Striglininae
  - genus Aglaopus Turner, 1911
  - genus Banisia Walker, 1863
  - genus Canaea Walker, 1864
  - genus Mathoris Guenée, 1877
  - genus Striglina Guenée, 1877
- subfamilia Thyridinae
  - genus Thyris Laspeyres, 1803